# Jekaterina Wladimirowna Schalimowa
Jekaterina Wladimirowna Schalimowa (russisch Екатерина Владимировна Шалимова, englische Schreibweise Ekaterina Shalimova; * 1. Juni 2000) ist eine russische Tennisspielerin.

## Karriere
Schalimowa spielt bislang vorrangig Turniere auf der ITF Women’s World Tennis Tour, wo sie bislang drei Titel im Einzel und neun im Doppel gewinnen konnte.

## Turniersiege

### Einzel
| Nr. | Datum              | Turnier    | Kategorie | Belag     | Finalgegnerin           | Ergebnis      |
| --- | ------------------ | ---------- | --------- | --------- | ----------------------- | ------------- |
| 1.  | 21. Juli 2019      | Don Benito | ITF W15   | Teppich   | Maria Jose Luque Moreno | 6:1, 6:1      |
| 2.  | 15. September 2019 | Ceuta      | ITF W15   | Hartplatz | Darja Mischina          | 6:4, 1:6, 6:1 |
| 3.  | 13. August 2023    | Monastir   | ITF W15   | Hartplatz | Merna Refaat            | 3:6, 6:4, 6:2 |

### Doppel
| Nr. | Datum             | Turnier             | Kategorie   | Belag             | Partnerin                    | Finalgegnerinnen                          | Ergebnis          |
| --- | ----------------- | ------------------- | ----------- | ----------------- | ---------------------------- | ----------------------------------------- | ----------------- |
| 1.  | 5. August 2017    | Savitaipale         | ITF $15.000 | Sand              | Walerija Denissenko          | Aleksandra Kuznetsova Gjulnara Nasarowa   | 7:66 4:6, [10:6]  |
| 2.  | 25. Januar 2020   | Liepāja             | ITF W15     | Hartplatz (Halle) | Kazjaryna Paulenka           | Weronika Falkowska Martyna Kubka          | 4:6, 6:3, [12:10] |
| 3.  | 19. August 2023   | Monastir            | ITF W15     | Hartplatz         | Radka Zelníčková             | Anastassija Gurjewa Beatrice Stagno       | 64:7, 6:1, [10:8] |
| 4.  | 11. November 2023 | Scharm asch-Schaich | ITF W15     | Hartplatz         | Marija Sergejewna Tkatschowa | Paula Cembranos Jenny Dürst               | 6:2, 3:6, [10:6]  |
| 5.  | 10. Februar 2024  | Scharm asch-Schaich | ITF W15     | Hartplatz         | Karola Patricia Bejenaru     | Darja Chamuzjanskaja Ewjalina Laskewitsch | 6:4, 6:2          |
| 6.  | 27. Juli 2024     | Astana              | ITF W35     | Hartplatz         | Anastassija Gassanowa        | Witalija Djatschenko Schanel Rüstemowa    | 7:64, 2:6, [10:7] |
| 7.  | 19. Oktober 2024  | Huzhou              | ITF W35     | Hartplatz         | Sofja Lansere                | Xiao Zhenghua Ye Qiuyu                    | 6:2, 6:3          |
| 8.  | 26. Oktober 2024  | Qian Daohu          | ITF W35     | Hartplatz         | Sofja Lansere                | Xun Fangying Zhang Ying                   | 4:6, 6:4, [10:5]  |
| 9.  | 1. März 2025      | Ma’anshan           | ITF W15     | Hartplatz (Halle) | Darja Jegorowa               | Kim Na-ri Ye Qiuyu                        | 6:2, 7:5          |